# Parawixia tredecimnotata
Parawixia tredecimnotata là một loài nhện trong họ Araneidae.
Loài này thuộc chi Parawixia. Parawixia tredecimnotata được Frederick Octavius Pickard-Cambridge miêu tả năm 1904.